# 全国水平社

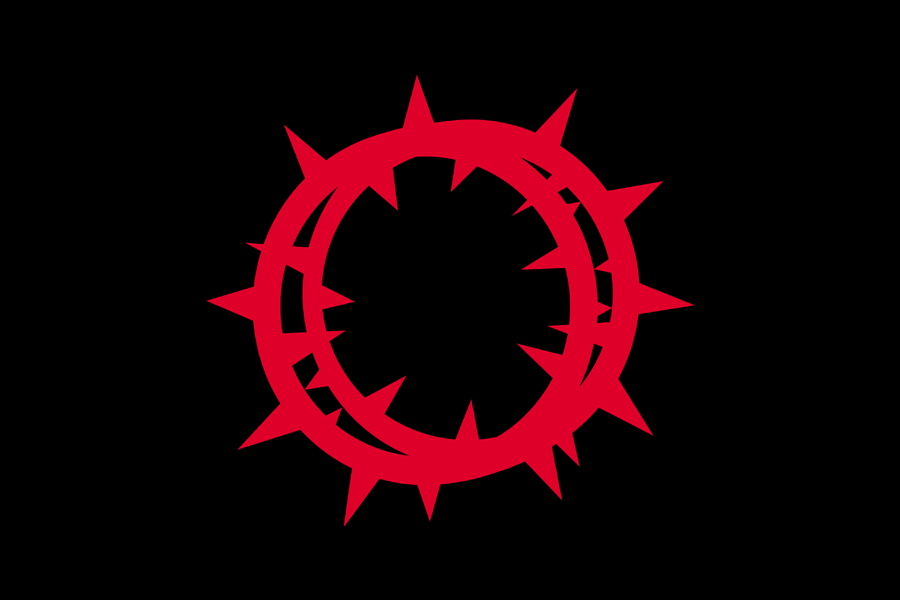
水平社の団体旗「荊冠旗」 / 戦後のものとはデザインが異なる

全国水平社（ぜんこくすいへいしゃ）は、1922年（大正11年）3月、日本で2番目に結成された全国規模の融和団体で、第二次世界大戦以前の日本の部落解放運動団体である。略称は全水（ぜんすい）もしくは単に水平社。第二次世界大戦後に発足した部落解放全国委員会および部落解放同盟の前身である。

## 背景

### 融和運動
明治維新の結果、明治天皇によって煥発された解放令により、穢多・非人などの被差別部落民は形の上では封建的な身分関係から解放されたが、実際にはさまざまな差別が残っていた。そのため、多くの部落民は文明開化・殖産興業・富国強兵が進行していく中で貧困に苦しんでいく。これを解決するため融和運動が提唱され、大正3年（1914年）6月7日、板垣退助、大江卓らによって日本最初の全国規模の融和団体となる「帝国公道会」が一君万民・四民平等の理念のもと設立された。これは「日本人は悉く平等に天皇陛下の赤子である」との思想のもと、差別の原因が部落の劣悪な環境や教育水準にあるとし、富裕層の力を借りての部落の経済的向上を目指し、また部落民の意識を高め部落外の人々の同情と理解を求めることで差別を無くそうとするものであった。これらの活動は国粋主義の強いもので、後に博徒系の人々が集まり「大日本国粋会」の設立に繋がる。

### 左派思想の流入
第一次世界大戦中のロシア革命や米騒動の影響を受け、「人類総てが平等である」という革新思想が萌芽し、従来の融和運動ではなく同和を目指す集会「燕会」が催されると、西光万吉、阪本清一郎、駒井喜作ら柏原（現・奈良県御所市柏原）の青年は「自分たちの力で部落の解放を勝ち取る」という運動を構想した。これをピューリタン革命の最左派であった水平派（レヴェラーズ）にちなんで新たな運動とし団体名を「水平社」と命名。大正11年（1922年）1月、冊子『よき日のために』を発刊、創立大会への結集を呼びかけた。これにより、大正デモクラシー期の日本において被差別部落の地位向上と人間の尊厳の確立を目的として「全国水平社（以下水平社又は、全水）」が創立された。

## 創立時の役員

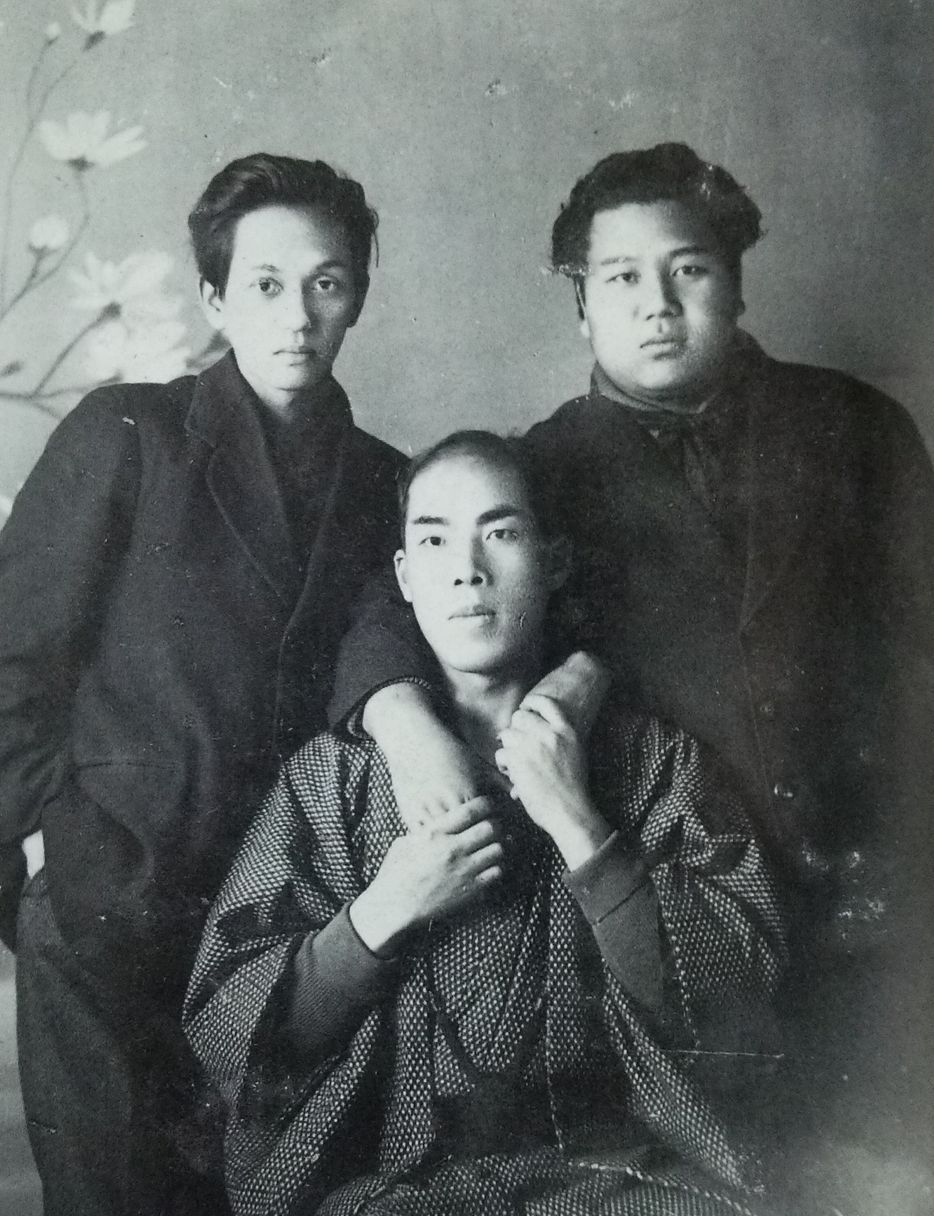
中央の人物が駒井　西光万吉(左側)、泉野利喜蔵(右側)とともに　1922年

水平社創立発起者は、奈良の西光万吉、阪本清一郎、駒井喜作、米田富、京都の南梅吉、桜田規矩三、近藤光、福島の平野小剣らであった。

創設者の一員 西光万吉の君民一如・天皇の下の平等・高次的タカマノハラ（高天原）の思想の下で、部落差別解消を目的に結成された、尊皇愛国の同和団体。ただし、被差別民一般を視野に入れた組織ではなくあくまで穢多系の被差別者を解放するための組織であり、的ヶ浜事件に見られるように、物吉（癩者）や山窩乞食などには強い差別意識があった。

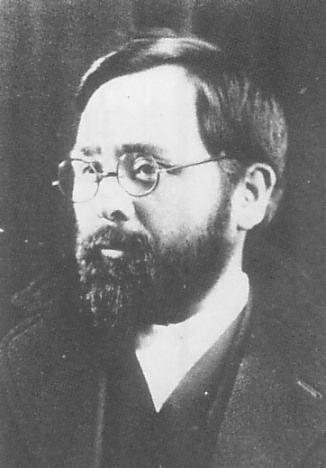
松本治一郎 / 第2代全水委員長

## 沿革

### 結成

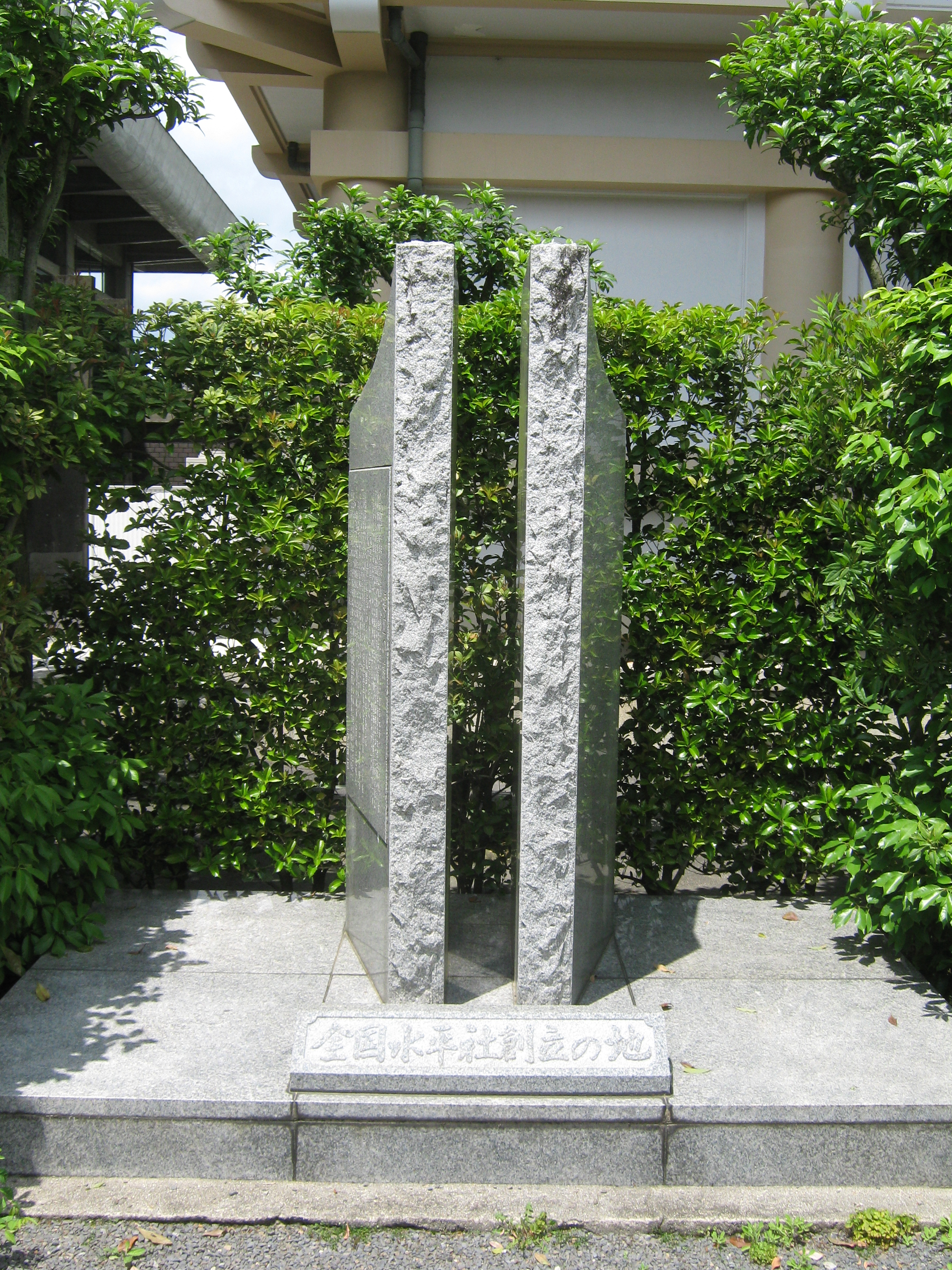
全国水平社設立の地

大正11年（1922年）3月3日、京都市岡崎公会堂で創立大会が行われ、日本で2番目の人権宣言といわれる水平社創立宣言を採択した。創立大会ではまた「人間を差別する言動はいっさい許さない」と決議され、各地から集まった代表者たちは、その喜びと決意を口々に述べた。少年代表者である16歳の山田少年は、差別の現実を報告し、「差別を打ち破りましょう。そして光り輝く新しい世の中にしましょう」と呼びかけた。

### 融和運動との対立
「融和運動では差別が解消されない」として、融和運動を批判し「帝国公道会」などの融和運動との訣別を宣言。差別の原因はあくまで「差別する側」にあるとして、差別への糾弾や啓発に重点を置くことにした。結成の中心となったのは先述の柏原の3青年たちであったが、初代委員長には滋賀県の著名な部落改善運動家であった南梅吉が就任した。全水は翌大正12年（1923年）に結成された朝鮮の被差別民白丁の組織「衡平社」とも連携して差別撤廃の運動を展開した。（しかし、昭和2年（1927年）1月、南梅吉らが左派運動に疑問を呈し「水平社」を割って右派を結集し「日本水平社」を組織。この派閥は融和運動に戻っている）

### 労農運動との結合
結成当初の水平社は、差別を古くからの因習によるものととらえ、差別者に対する「徹底的糾弾」方針をとっていたが、糾弾闘争の進展は一方で部落の内外の溝を深めるとの反省が出てきた。その一方でアナ・ボル論争などの影響から、大正12年（1923年）11月松田喜一ら若手活動家を中心に結成された全国水平社青年同盟（のち大正14年（1925年）9月「全国水平社無産者同盟」に改組）が階級闘争主義と労農水提携（労農運動と水平社運動の提携）を掲げいわゆる「ボル派」として全水内部で次第に力を増してきた。全水のボル派は、大正13年（1924年）11月、南・平野小剣ら従来の幹部を「スパイ問題」（南・平野らが警察幹部と交際があったというもの）を理由に辞任に追い込み全水本部の主導権を掌握（その後委員長には松本治一郎が就任）、大正15年（1926年）の第5回大会では「部落差別は政治・経済・社会的側面に基づく」との認識に基づき、軍隊内差別や行政による差別を糾弾し労働者・農民の運動と結合する新方針が決議された。

### 運動の低迷
以上のような「ボル派」の指導権掌握は全水内部の右派や「アナ派」との対立を激化させ、彼らの離反を招く結果となった。右派は南梅吉を中心に融和運動的な日本水平社を結成（1927年（昭和2年）
）。大正14年（1925年）10月、全国水平社創立の理念を継承しようとする人々と全国水平社内の無政府主義者との連合体の性格を帯びた組織 「全国水平社青年連盟」が結成された。大正15年（1926年）9月1日には全国水平社青年連盟の無政府主義者によって「全国水平社解放連盟」が結成された。この結果全水の地方組織や運動は一時低迷し、また全水本部を握った左派も、昭和6年（1931年）の全水第11回大会において、部落解放運動を階級闘争の運動のなかに解消すべきとする「全水解消意見」を提案するなど混迷を深めた。
大正15年（1926年）、福岡の歩兵第24連隊内で水平社同人対して差別的な発言が行われたことを契機に、水平社九州連合会と連隊当局との間で差別解消に向けた交渉が始まるが決裂。同年8月9日には、連隊長官舎に爆発物が投げ込まれるなどの武装闘争も行われた結果、同年末までに福岡県をはじめ熊本県、大阪府、奈良県で、爆発物取締罰則及び銃砲火薬類取締法施行規則違反容疑で逮捕者が出た。

### 復活から消滅まで
運動の低迷に終止符が打たれたのは昭和8年（1933年）である。この年の全水第11回大会で生活改善・差別撤廃闘争を通じ労農提携をめざす「部落委員会」方針が決定され、また大衆的な差別糾弾運動として展開された高松地裁糾弾闘争の高まりにより、全水の運動は復活に向かった。しかし、昭和12年（1937年）の日中全面戦争の開始以降、全水もまた戦争に積極的に協力し、かつての全水青年同盟の中から総力戦構築を通じ差別の撤廃をめざす転向者（朝田善之助ら）も出現するようになった。これらの結果、全水は翼賛体制に取り込まれることを潔しとせず、戦時体制下での結社届けを出すことを拒み、昭和17年（1942年）1月20日に団体としては自然消滅を選択した。
戦後、昭和20年（1945年）10月の志摩会談で水平社運動の再建が協議され、昭和21年（1946年）2月には旧水平社のメンバーや融和事業団体の役員たちが京都に集まり部落解放全国委員会（部落解放同盟の前身）を結成した。

## 補註
1. ↑  寺木伸明 & 黒川みどり 2016, pp. 243–252.
2. ↑  朝治武 2013, p. 118.
3. ↑  『脱常識の部落問題』p.56、藤野豊「『水平社伝説』を越えて」
4. ↑  馬原鉄男 1992, p. 39.
5. ↑  部落解放同盟は「日本最初」と主張するが学術的には正確ではない。
6. ↑  朝治武 2013, p. 219.
7. ↑  朝治武 2013, p. 226.
8. ↑  爆発物取締罰則などで水平社の十一人起訴『大阪毎日新聞』昭和2年（1927年）2月12日号外（『昭和ニュース事典第1巻 昭和元年-昭和3年』本編p622-623 昭和ニュース事典編纂委員会 毎日コミュニケーションズ刊 1994年）
9. ↑  連隊長の官舎に爆弾投げ込む『大阪毎日新聞』昭和2年2月12日号外（『昭和ニュース事典第1巻 昭和元年-昭和3年』本編p625）
10. ↑  大掛かりな家宅捜索、綿火薬など押収『大阪毎日新聞』昭和2年12月12日号外（『昭和ニュース事典第1巻 昭和元年-昭和3年』本編p624）

### 単行書
- 朝治武『差別と反逆 平野小剣の生涯』筑摩書房、2013年。ISBN 978-4-480-88529-6。
- 朝治武 『全国水平社1922-1942：差別と解放の苦悩』 ちくま新書、2022年　ISBN 9784480074539
- 『西光万吉著作集』全四巻　涛書房　西光万吉
- 『至高の人・西光万吉』宮橋國臣著 人文書院刊
- 寺木伸明 黒川みどり『入門 被差別部落の歴史』解放出版社、2016年。ISBN 978-4-7592-4063-4。
- 馬原鉄男『新版 水平運動の歴史』部落問題研究所、1992年。ISBN 482982039X。

### 事典項目
- 川村善二郎 「全国水平社」 『国史大辞典』第8巻 吉川弘文館、1987年
- 同 「部落解放運動」 同上第12巻、1991年

## 関連文献
- 中野繁一『広島県水平運動史』広島県水平社連合会、1930年。NDLJP:1276862。
- 『京都の部落解放運動史　水平社創立100年』同編纂委員会編、解放出版社、2022年